# Ernesto Cabrita

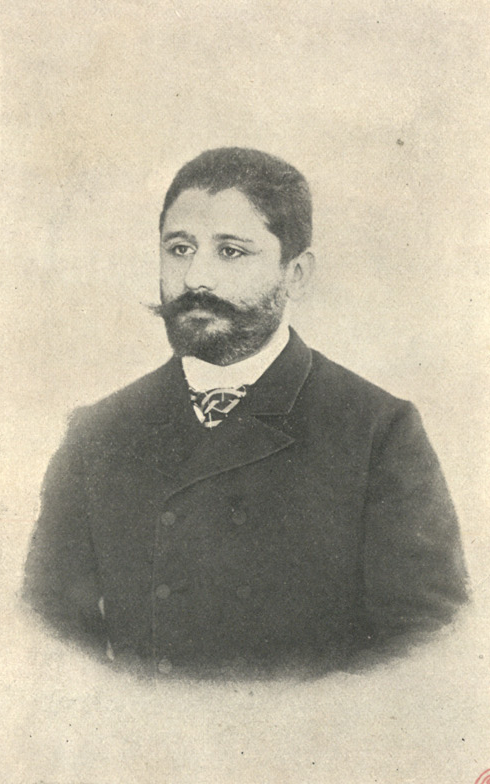
Retrato de Ernesto Cabrita, publicado no Album Republicano, 1908

Ernesto Augusto Cabrita e Silva (Cuba, 23 de Março de 1856 — Portimão, 14 de Abril de 1928), foi um médico português.
Ernesto Cabrita, fez parte do Partido Republicano Português (PRP), tendo se destacado na reorganização do partido na região do Algarve.
Sendo um seguidor das teorias positivistas, foi um dos colaboradores de revista O Positivismo dirigida por Teófilo Braga e Júlio de Matos.